# Charles-Antoine-Nicolas Ancel
Charles-Antoine-Nicolas Ancel (Rouen, 11 ottobre 1763 – Rochefort, 29 luglio 1794) è stato un presbitero francese ed è tra i martiri dei pontoni di Rochefort beatificati da papa Giovanni Paolo II nel 1995.

## Biografia
Alla fine del Settecento avvenne la Rivoluzione francese, della quale uno dei capisaldi era la laicità; durante essa, si rifiuta il mondo del passato, l'Ancien Régime, che viene considerato l'insieme di tutti gli errori e le ingiustizie. Si vuole quindi distruggere il passato, con la sua cultura e i suoi costumi; malgrado la religione era presente nella società, si vuole sostituire ad essa il culto razionalista della Dea Ragione. La Rivoluzione divenne presto antiecclesiale: è del 1790 la Costituzione civile del clero, che soppresse i privilegi del clero e degli ordini religiosi, decise che i vescovi e i parroci fossero eletti da gruppi politici e abolì il Cattolicesimo come religione di stato, ma divenne l'unica religione che poteva celebrare le feste pubblicamente. Del clero, ben pochi giurarono la Costituzione civile, formando la chiesa "giurata", mentre la maggior parte dei sacerdoti formarono la chiesa "refrattaria"; molti di essi, assieme anche a laici cattolici, subirono il martirio. Alcuni di essi sono diventati poi beati: tra essi, si ricordano anche la beata Teresa di sant'Agostino e le sue 15 compagne e la beata Marie-Madeleine Fontaine e le sue 3 compagne.
Italianizzato in Carlo Antonio Nicola Ancel, il sacerdote faceva parte della Congregazione di Gesù e Maria di san Giovanni Eudes. In quanto sacerdote, venne confinato in una nave prigione al largo di Rochefort, in condizioni disumane. Morì lì il 29 luglio 1794, colpito da un micidiale contagio.
Così lo ricorda il Martirologio romano:
(Martirologio Romano)